# Epophthalmia vittata
Epophthalmia vittata – gatunek ważki z rodziny Macromiidae. Występuje w Azji Południowej i Południowo-Wschodniej.